# Licomp Empirical Multimedia
Licomp Empirical Multimedia (LEM) – polski dystrybutor gier komputerowych i oprogramowania edukacyjnego. 

## Historia
Przedsiębiorstwo powstało w 1994 roku jako spółka zależna od IPS Computer Group. Jedną z pierwszych decyzji, było podpisanie umowy z Psygnosis na dystrybucję Innocent i Hired Guns dla PC i Amigi. W 1996 roku, poszerzono działalność o programy edukacyjne, nauki języka i leksykony tematyczne. W 1997 roku doszło do wykupienia spółki przez Empik i zaczęło funkcjonować jako Licomp Empik Multimedia, będąc częścią spółki NFI Empik Media & Fashion. Przedsiębiorstwo reprezentowało w Polsce takie spółki jak UbiSoft (wraz z Optimus Bis), Europress, Gametek, Gremlin, GT Interactive, Maxis a w kolejnych latach także Activision, LucasArts, iD Software oraz posiadało autoryzację na sprzedaż gier oraz systemów PlayStation.
W 2013 roku właścicielem wszystkich udziałów przedsiębiorstwa stał się Marcin Turski – prezes spółki. LEM zajmował się dystrybucją i lokalizacją gier takich firm jak Activision czy Electronic Arts. Ostatnie nowe tytuły pojawiły się w 2015 roku a w następnych latach zrezygnowano z wydawania gier. Spółka została wykreślona z rejestru przedsiębiorców w 2024 roku.

## Gry dystrybuowane przez LEM[5]
- Unreal
- Seria Quake
  - Quake 2
  - Quake III: Arena
  - Quake 4
- Soldier of Fortune
  - Soldier of Fortune
  - Soldier of Fortune II: Double Helix
- Gwiezdne wojny
  - Jedi Outcast
  - Jedi Academy
  - Knights of the Old Republic
  - Knights of the Old Republic II
- Seria Call of Duty
  - Call of Duty
  - Call of Duty: United Offensive
  - Call of Duty 2
  - Call of Duty 3
  - Call of Duty 4: Modern Warfare
  - Call of Duty: World at War
  - Call of Duty: Modern Warfare 2
  - Call of Duty: Black Ops
  - Call of Duty: Modern Warfare 3
  - Call of Duty: Ghosts
- Seria Shrek
  - Shrek 2
  - Shrek 2. Maluj i twórz
- Modi i Nanna
- Mortyr 2: For Ever
- Seria Rayman
  - Rayman 2: The Great Escape
  - Rayman M
  - Rayman 3: Hoodlum Havoc
  - Rayman Szalone Kórliki
- Red Faction
- The Movies
- Seria Postal
  - Postal
  - Postal 2
- Seria Wolfenstein
  - Return To Castle Wolfenstein
  - Wolfenstein
- Big Scale Racing
- StarCraft II: Wings of Liberty
- Hype: The Time Quest